# Április bolondja
Április bolondja a népszokás szerint az, akit április elsején rászednek, a bolondját járatják vele. A rászedett személy az április bolondja.
Több országban elterjedt szokás. Eredete nem tisztázott. Egyik magyarázata szerint kelta népszokás volt, hogy április kezdetén vidám, bohókás tavaszi ünnepeket ültek. Más magyarázat szerint IX. Károly francia király egyik rendeletéből ered. 1564-ben az új esztendőt április 1-jéről január 1-jére tétette. Az akkor szokásban lévő újévi ajándékozás megmaradt, de a rendelet után április elsején már csak bolondos ajándékot adtak egymásnak az emberek.